# Stoianovți, Veliko Tărnovo
Stoianovți (în bulgară Стояновци) este un sat în comuna Elena, regiunea Veliko Tărnovo,  Bulgaria. 

## Demografie
Componența etnică a satului Stoianovți
     Bulgari (25%)
     Turci (75%)
     Nicio identificare (0%)
     Altele (0%)
La recensământul din 2011, populația satului Stoianovți era de 12 locuitori. Din punct de vedere etnic, majoritatea locuitorilor (75%) erau turci, cu o minoritate de bulgari (25%). Pentru 0% din locuitori nu este cunoscută apartenența etnică.